# Belonogaster somereni
Belonogaster somereni är en getingart som beskrevs av Richards 1982. Belonogaster somereni ingår i släktet Belonogaster och familjen getingar. Inga underarter finns listade.